# 中華民國國家發展委員會
國家發展委員會（簡稱國發會）是中華民國有關國家發展規劃的最高主管機關，隸屬於行政院，前身為「行政院經濟建設委員會」與「行政院研究發展考核委員會」。主要負責規劃國家未來發展策略計畫、促進經濟與社會整體發展、以及政府治理等工作，因其範圍涉及跨部會工作而有「小行政院」的別稱。

## 沿革

### 前身

#### 行政院經濟建設委員會
- 1948年7月3日，中華民國外交部部長王世與美國駐華大使司徒雷登在南京市簽定《中華民國政府與美利堅合眾國政府關於經濟援助之協定》（簡稱《中美經濟援助協定》）。同年，行政院設立行政院美援運用委員會（簡稱美援會），負責管理運用美援物資。
- 1963年9月1日，美援會、經濟部工礦計畫聯繫組、經濟部農業計畫聯繫組、交通部運輸計畫聯繫組、國際開發協會貸款償債基金保管委員會合併為行政院國際經濟合作發展委員會（簡稱經合會）。
- 1973年8月，為加強經濟設計研究工作，經合會改組為行政院經濟設計委員會（簡稱經設會）。
- 1977年12月，為加強國家經濟建設之有效推動、促進國家經濟之整體發展，經設會與行政院財經小組合併改組為行政院經濟建設委員會（簡稱經建會）。

#### 行政院研究發展考核委員會
- 1966年，行政院成立行政改革研究會。[2]
- 1969年3月，正式成立行政院研究發展考核委員會。
- 1987年1月14日，總統令制定公布《行政院研究發展考核委員會組織條例》，研考會正式成為行政院常設機關。
- 2012年5月21日，文化部掛牌成立，研考會政府出版品管理處併入文化部。

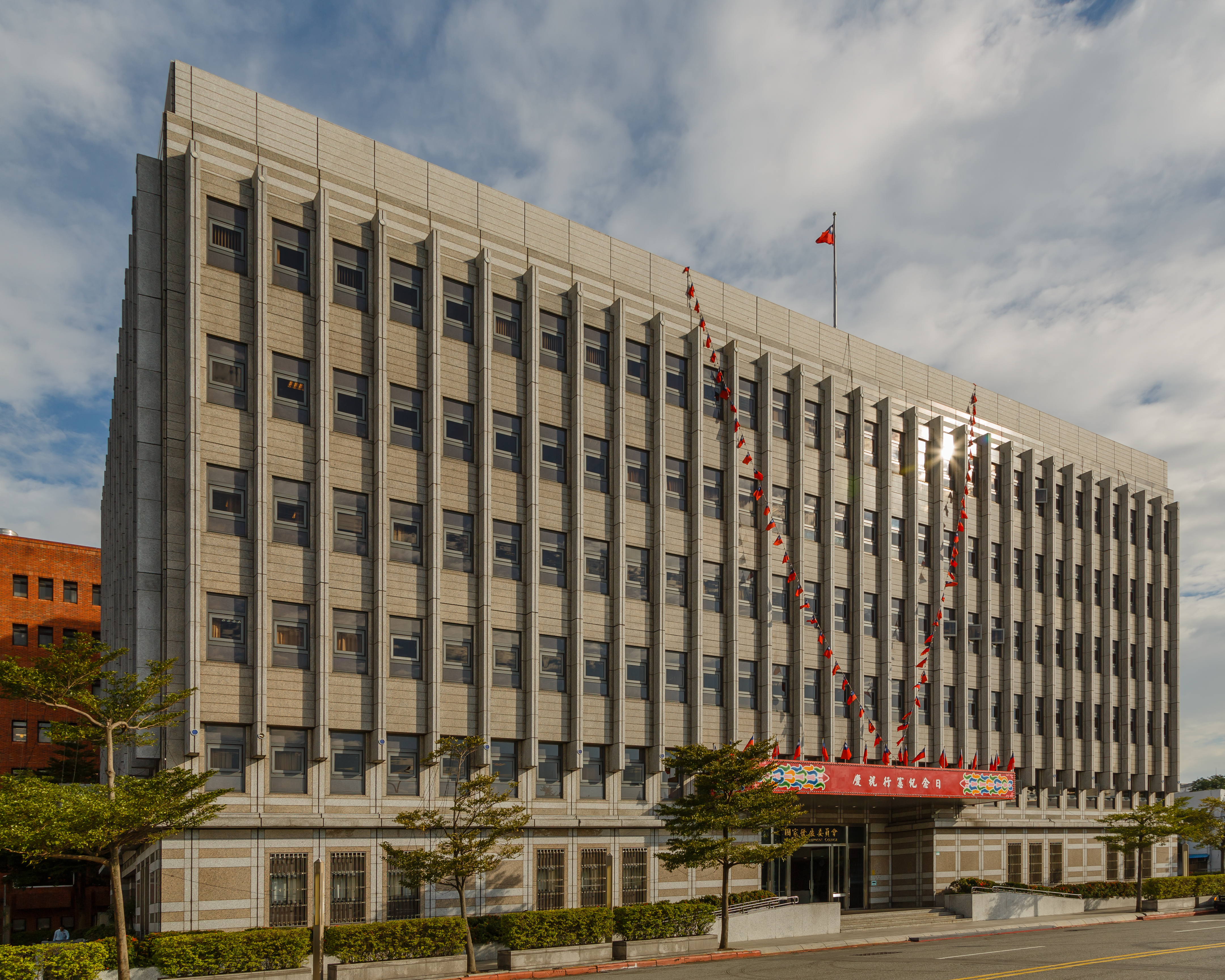
原行政院經建會會址（目前國發會會址）
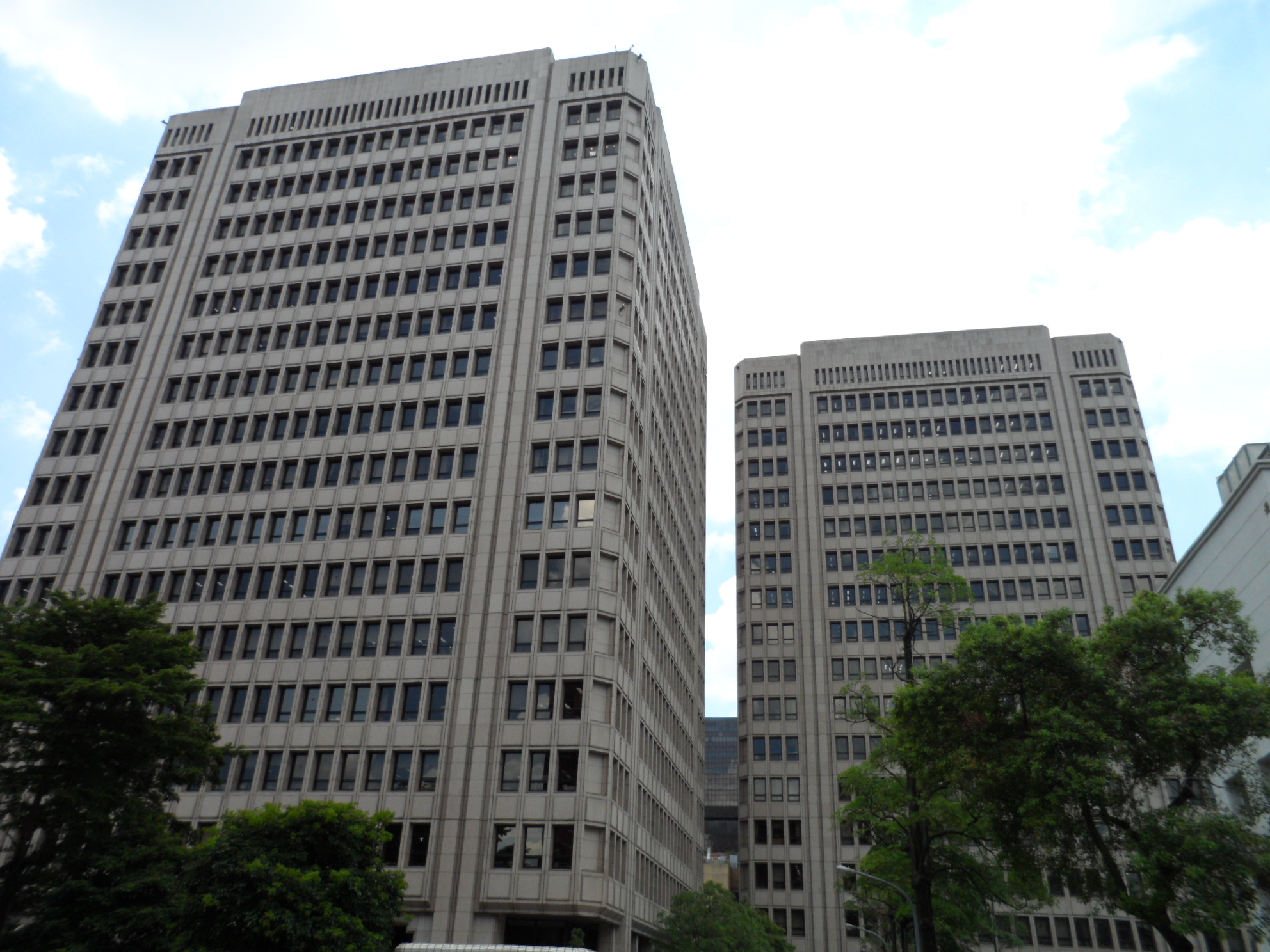
原行政院研考會會址（中央聯合辦公大樓）

### 國家發展委員會
- 2013年8月6日，立法院第八屆第三會期第二次臨時會三讀通過《國家發展委員會組織法》與《國家發展委員會檔案管理局組織法》，並授權行政院訂立施行日期。[3]8月21日總統令制定公布《國家發展委員會組織法》與《國家發展委員會檔案管理局組織法》，並由行政院訂立施行日期為2014年1月22日。[4][5]
- 2014年1月22日，行政院經濟建設委員會、行政院研究發展考核委員會、行政院主計總處電子處理資料中心、以及行政院公共工程委員會的工程管制考核業務正式整合為「國家發展委員會」[6]，總部設於寶慶大樓（原經建會總部，仍與臺灣銀行合用），濟南路辦公室位於濟南路一段2-2號（中央聯合辦公大樓北棟），松江路辦公室則位於松江路85巷9號。
- 2015年，國發會計畫在臺北市中山區南京東路及伊通街口新建地上12層、地下4層之「國發大樓」做為新總部大樓，編列預算新臺幣8億多元、預計分五年執行完畢，解決國發會合併研考會以後分散四大樓辦公問題；當時國發會使用的寶慶大樓，有30%面積係向臺灣銀行租用。但2016年，國發會停止編列國發大樓興建計畫相關預算，原土地改為促進民間參與公共建設地上權開發案挹注國庫收入[7]。

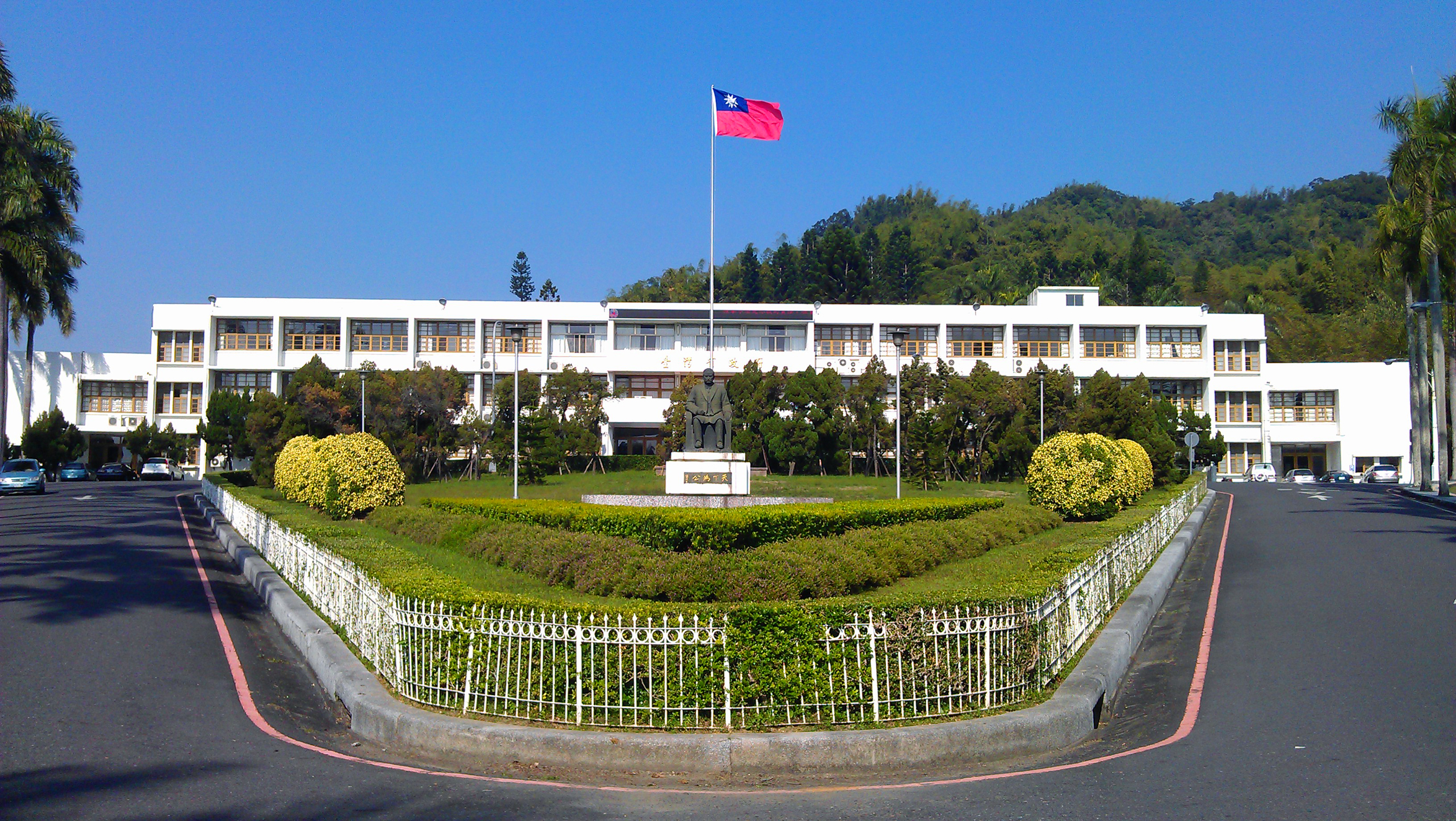
國發會中興新村活化專案辦公室（原臺灣省政府大樓）

- 2018年7月1日，臺灣省政府的員額與業務移交國發會，隨即成立中興新村活化專案辦公室，辦理該區整合規劃與再造活化業務。[8][9]7月4日，奉承行政院指示成立個人資料保護專案辦公室。
- 2021年3月25日，行政院會議通過16項行政院組織再造法案，國發會未來將配合數位發展部成立而移撥相關業務。[10][11]
- 2022年5月促進轉型正義委員會解散，促進轉型正義基金之收支、保管及運用事項移交國發會。11月22日，國發會資訊管理處掌理之政府資訊管理政策相關業務及部分人力移撥數位發展部；行政院核定國發會成立「資訊室」、法制協調中心改制為「法制協調處」[12]。
- 2023年底，預計個人資料保護專案辦公室將依據《個人資料保護法》、〈個人資料保護委員會籌備處暫行組織規程〉、〈個人資料保護委員會籌備處辦事細則〉及〈個人資料保護委員會籌備處編制表〉[13]先擴編成立行政院個人資料保護委員會籌備處[14][15]。

## 組織

### 成員架構
- 委員會成員：共17-27員，包含
  - 行政院秘書長
  - 行政院政務委員
  - 內政部部長
  - 教育部部長
  - 財政部部長
  - 文化部部長
  - 經濟部部長
  - 交通部部長
  - 衛生福利部部長
  - 勞動部部長
  - 數位發展部部長
  - 農業部部長
  - 環境部部長
  - 國家科學及技術委員會主任委員
  - 原住民族委員會主任委員
  - 客家委員會主任委員
  - 金融監督管理委員會主任委員
  - 行政院公共工程委員會主任委員
  - 行政院主計總處主計長
  - 中央銀行總裁（以上均為無給職）
  - 聘用相關專業人員（有給職），員工數約325人。

- 主任委員（政務委員兼任）
  - 副主任委員（政務2位和常務1位）
  - 諮詢委員（經行政院核准，得聘用相關人員）
    - 主任秘書

### 組織編制
業務單位
- 綜合規劃處
- 經濟發展處
- 社會發展處
- 產業發展處
- 人力發展處
- 國土區域離島發展處
- 管制考核處
- 資訊管理處
- 法制協調處（設有個人資料保護專案辦公室）

行政單位
- 秘書室
- 人事室
- 主計室
- 政風室

任務編組
- 國會及新聞聯絡中心
- 中興新村活化專案辦公室

所屬機關
- 檔案管理局

相關機構
- 行政院國家發展基金管理會

## 歷任首長
| 任別                    | 圖片                    | 姓名                    | 政黨                    | 就職時間                | 卸任時間                |
| 國家發展委員會 主任委員 | 國家發展委員會 主任委員 | 國家發展委員會 主任委員 | 國家發展委員會 主任委員 | 國家發展委員會 主任委員 | 國家發展委員會 主任委員 |
| ----------------------- | ----------------------- | ----------------------- | ----------------------- | ----------------------- | ----------------------- |
| 1                       |                         | 管中閔 (1956–)          | 中國國民黨              | 2014年1月22日           | 2015年2月4日            |
| 2                       |                         | 杜紫軍 (1959–)          | 無黨籍                  | 2015年2月4日            | 2016年1月31日           |
| 3                       |                         | 林祖嘉 (1956–)          | 中國國民黨              | 2016年2月1日            | 2016年5月20日           |
| 4                       |                         | 陳添枝 (1953–)          | 無黨籍                  | 2016年5月20日           | 2017年9月7日            |
| 5                       |                         | 陳美伶 (1958–)          | 無黨籍                  | 2017年9月8日            | 2020年5月19日           |
| 6                       |                         | 龔明鑫 (1964–)          | 無黨籍                  | 2020年5月20日           | 2024年5月20日           |
| 7                       |                         | 劉鏡清 (1963–)          | 無黨籍                  | 2024年5月20日           | 現任                    |

## 辦公廳舍

### 會本部

#### 寶慶大樓
- 位於台北市中正區寶慶路1、3號，面對總統府與台灣銀行總行。為原經建會總部，仍與台灣銀行合用。

#### 濟南路辦公室
- 位於台北市中正區濟南路一段2-2號6～8樓，即中央聯合辦公大樓北棟，與陸委會、公平會等部會合署辦公。

#### 松江路辦公室
- 位於台北市中山區松江路85巷9號，原本是法制協調中心的駐地，目前進駐亞洲矽谷辦公室等下屬計畫。不當黨產處理委員會亦使用本棟5樓。

#### 中興新村活化專案辦公室
- 位於南投縣南投市中興新村府西路71號1樓，即原臺灣省政府辦公大樓，目前負責處理中興新村相關事務。

### 檔案管理局

#### 局本部
- 位於新北市新莊區中平路439號7～9樓，即新莊聯合辦公大樓北棟。

#### 國家檔案館（興建中）
- 位於新北市林口區國宅段20地號，預計於2025年完工，將成為中華民國檔案典藏的重要據點[18]。

#### 電子文書檔案服務中心
- 位於台北市中山區伊通街59巷10號。

#### 臺灣省政資料館
- 位於南投縣南投市中興新村中正路2號。

## 外部連結
- （繁體中文）（英文）國家發展委員會（页面存档备份，存于）
- 國發會的Facebook專頁
- 自由經濟示範區的Facebook專頁
- YouTube上的國家發展委員會 National Development Council頻道